# 보성 반석리 석불좌상
보성 반석리 석불좌상(寶城 盤石里 石佛坐像)은 대한민국 전라남도 보성군에 있는 석불이다. 1985년 2월 25일 전라남도의 유형문화재 제122호로 지정되었다.

## 참고 자료
- 보성반석리석불좌상 - 국가유산청 국가유산포털